# アナウンサーたちの戦争
『アナウンサーたちの戦争』（アナウンサーたちのせんそう）は2023年8月14日にNHK総合の『NHKスペシャル』枠にて放送されたテレビドラマ。太平洋戦争下でのNHKアナウンサーたちの活動を、事実を元にドラマ化したもの。
2024年8月16日に映画版が公開された。

## 概要
第二次世界大戦（太平洋戦争）では、武器を持って戦う前線の戦士たちを後方支援するもうひとつの戦いがあった。ラジオ放送による「電波戦」。ナチスドイツが行うプロパガンダを手本に「声の力」で戦意高揚や国威発揚を図り、時には虚偽の情報を発信して敵を攪乱させる。行うのは、NHKの前身である社団法人日本放送協会とそのアナウンサーたち。戦時中の彼らの活動を、取材して得られた事実を元にドラマ化し、放送と戦争の関わりを描いた。

## あらすじ
日本放送協会のアナウンサーである和田信賢と館野守男は、太平洋戦争の開戦を告げる真珠湾攻撃の速報に携わり、その後も大本営から発表される日本軍の勝利を力強く放送して、国威の発揚を図る。同僚のアナウンサーたちも日本国外に派遣され、現地の日本化を進める。しかし戦況の悪化につれ、大本営の発表を疑問視する和田と、自分たちを国家の宣伝者と認める館野は、次第に衝突し始める。和田は出陣学徒を送り出す実況を任されることに苦悩し、妻の実枝子に叱咤される。館野も戦線の最前線で、戦争の現実を目にする。やがて和田たちは戦争終結に向けて動き出すが、彼らにも銃口が迫る。

## キャスト

### 日本放送協会アナウンサー
和田信賢
演 - 森田剛
戦前から全国的人気があった伝説のアナウンサー。
和田実枝子
演 - 橋本愛
女性アナウンサーの草分け。旧姓は大島。才媛の誉れ高かったが、開戦翌年に和田信賢との結婚を機に退職し、信賢の仕事を支えた。
館野守男
演 - 高良健吾
開戦臨時ニュースを読み一躍名をあげた若手アナ。インパール作戦に従軍し戦争の悲惨な現実を知り、姿勢が一変する。
今福祝
演 - 浜野謙太
1938年（昭和13年）入局。開戦時、長笠原アナと秘密裏にベトナムに派遣され、偽ニュースで敵軍を攪乱する謀略放送を実施。
志村正順
演 - 大東駿介
1936年（昭和11年）入局。出陣学徒壮行会では、担当の信賢の不調で直前に急きょ実況を交代した。
赤沼ツヤ
演 - 藤原さくら
学生時代は実枝子と同級生、入局も1939年（昭和14年）の同期だった女性アナウンサー。
川添照夫
演 - 中島歩
1937年（昭和12年）入局。アナウンサーの多くが戦争をあおる情熱的なアナウンス調になる中、「宣伝・情熱は危険だ」と勇気ある苦言を呈した。
長笠原栄風
演 - 渋川清彦
1929年（昭和4年）、集金係として入局。米良の個人指導を受け4年後アナウンサーに。潜水艇からの中継などアイデアマンとして頭角を現す。
中村茂
演 - 遠山俊也
大正14年に入局。二・二六事件では「兵に告ぐ」の名放送で投降を勧告した。
チャーリー吉井
演 - 降谷建志
ハワイ生まれの日系アメリカ人2世。1935年（昭和10年）、日本放送協会が国際放送を開始するにあたって英語アナウンサーとして来日した。
松内則三
演 - 古舘寛治
ラジオ放送開始の大正14年入局。野球や相撲など日本のスポーツ実況放送の原型を作る。
米良忠麿
演 - 安田顕
1931年（昭和6年）に入局した和田信賢の先輩アナ。開戦後に派遣されたマニラ局ではナンバー2として局長を支えた。

### マニラ放送局職員
青山正信
演 - 古屋呂敏
台湾放送協会から比島放送管理局に派遣され、米良総務部長の下で庶務・経理業務を続けた。
深尾重正
演 - 水間ロン
マニラ局放送部職員として番組制作を行い、米良ともに最後までマニラにとどまり放送を続けた。

### 放送技術
保木玲子
演 - 石川恋
1943年（昭和18年）、女子技術員第一期生40人の一人として入局。終戦の8月15日早朝、降伏を拒む反乱軍が放送局を占拠した時、銃を持つ軍人たちと対峙する。

### 情報局
下村宏
演 - 小日向文世
1945年（昭和20年）4月、情報局五代目総裁に就任。ポツダム宣言受諾を働きかけ、天皇の「玉音放送」を実現させた。
水本吉郎
演 - 忍成修吾
情報局の第二部第三課長（放送担当課長）としてラジオ放送の指導監督を行い、国家の宣伝機関としての役割を求めた。
並河亮
演 - 眞島秀和
海外放送を担当していた日本放送協会番組制作のホープ。情報局発足にあたって、放送局とのパイプ役を求められ、情報局情報官として出向。

### 出陣学徒
朝倉寿喜
演 - 水上恒司
早稲田大学生。野球部主将。1943年（昭和18年）10月、神宮外苑の出陣学徒壮行会で送られ、終戦の年、特攻隊員として飛び立つ。
上山
演 - 熊沢学
早稲田大学生。野球部。

### その他
米良鶴子
演 - 河井青葉
米良の妻。米良のマニラ局赴任後は留守宅で5人の子供を育てる。
軍人
演 - 松本哲也、沖原一生、今井英二、嶺豪一

畑中少佐
演 - 中崎敏

少尉
演 - 片山幸人
玉音放送を阻止すべく、放送局を占拠に動く。
遺族たち
演 - 辻本みず希（役名：喫茶店の女）、楠美聖寿
招魂祭の放送実況のために和田信賢が取材する遺族たち。
捕虜
演 - ペルシ

弘、実
演 - 二ノ宮陸登、山田海人

赤沼の娘
演 - 永尾柚乃
東京大空襲に見舞われる。
役名不祥
演 - 羽鳥名美子、辻川慶治、長谷川ほまれ

## スタッフ
- 脚本 - 倉光泰子
- 音楽 - 堤裕介
- 語り - 橋本愛
- プロデューサー - 菊江賢治、幸清志郎、城谷厚司
- ディレクター - 網秀一郎、大久保圭祐
- 演出 - 一木正恵
- 制作統括 - 新延明
- 制作・著作 - NHK

## 映画
『劇場版 アナウンサーたちの戦争』のタイトルで、2024年8月16日に公開。テレビドラマを再編集し新たな映像を加えたもの。

### スタッフ（映画）
- 演出：一木正恵
- 脚本：倉光泰子
- 音楽：堤裕介
- 制作統括：新延明
- プロデューサー：城谷厚司、林啓史
- 撮影：佐々木達之介
- 照明：水村享志
- 美術：山口類児
- 取材：網秀一郎、大久保圭祐
- 録音：高山幹久
- 音響効果：最上淳
- 編集：松本哲夫
- VE：齋藤祐樹
- VFX：髙崎大介
- 美術ディレクター：川村裕一
- 衣装：竹林正人
- ヘアメイク：山田容子
- 装飾：三代川昭彦
- 持ち道具：小澤由香
- 制作担当：蓮見昌寿
- 助監督：長尾楽
- 脚本協力：山下澄人
- 製作協力：NHKエンタープライズ
- 製作・配給：ナカチカピクチャーズ
- 制作著作：NHK